# المقطع (الجزائر)
يقع نهر المقطع في الجزائر على بُعد 3 ميل (4.8 كـم)، ويدخل البحر في خليج أرزيو بحوالي 25 ميل (40 كـم) غرب فم الشليف. تختلطُ مياه هذا النهر مع مياه أنهار أخرى على رأسها مياهُ نهر مكرة في مكانٍ ما. هزمت القبائل العربية الجزائرية في معركة المقطع في 28 حزيران/يونيو 1835 الجيش الاستعماري الفرنسي.